# コウトウシロシタセセリ
コウトウシロシタセセリ（紅頭白下挵、Tagiades trebellius）はチョウ目（鱗翅目）セセリチョウ科に属するチョウの一種。日本では南西諸島にのみ分布する。

## 概要
和名の由来は日本統治時に紅頭嶼と呼ばれていた台湾南端部の蘭嶼に、シロシタは後翅肛角の大きな白斑に由来する。ダイミョウセセリと近縁で、静止時は翅を完全に開く。
幼虫の食草はヤマノイモ科のソメモノイモ・マルバトコロ。照葉樹林帯や山間部への結びつきが強く、市街地では見られない。

## 分布
台湾・フィリピン・スラウェシ島・ニューギニア・ソロモン諸島を囲む東南アジア地域を中心に分布し、日本国内の分布地である石垣島・西表島は分布域の北限に当たる。越冬態は不定で周年発生するが、とくに12月・1月ごろに多い。